# Bāgh Mūrī
Bāgh Mūrī (persiska: باغ موری, باغِ موری, باغِ نوری) är en ort i Iran.   Den ligger i provinsen Lorestan, i den centrala delen av landet, 300 km sydväst om huvudstaden Teheran. Bāgh Mūrī ligger 1 913 meter över havet och antalet invånare är 724.
Terrängen runt Bāgh Mūrī är platt österut, men västerut är den kuperad. Terrängen runt Bāgh Mūrī sluttar österut. Runt Bāgh Mūrī är det ganska glesbefolkat, med 42 invånare per kvadratkilometer. Närmaste större samhälle är Aznā, 3,5 km sydost om Bāgh Mūrī. Trakten runt Bāgh Mūrī består i huvudsak av gräsmarker.